# Phytomyza leucanthemi
Phytomyza leucanthemi este o specie de muște din genul Phytomyza, familia Agromyzidae, descrisă de Erich Martin Hering în anul 1935.
Este endemică în Germania. Conform Catalogue of Life specia Phytomyza leucanthemi nu are subspecii cunoscute.